# Charles-François Lebrun
Charles-François Lebrun, duca di Piacenza (La Bouchelière, 19 marzo 1739 – Sainte-Mesme, 14 giugno 1824), è stato un politico francese, deputato monarchico all'Assemblea Nazionale del 1789 e durante la prima fase della rivoluzione, poi terzo console nella Repubblica e Principe-Arcitesoriere dell'Impero, in età napoleonica.

## Biografia

### Gioventù e il periodo precedente la Rivoluzione
Quarto figlio di Paul Lebrun, piccolo proprietario industriale e di Louise Cronier, venne educato come i suoi sette fratelli e sorelle da un abate che gli consentì di avere i rudimenti basilari del sapere, prima di approdare al Collegio di Costanza, passando in seguito al Collegio di Grassin, di Parigi. Qui apprese il latino, il greco, l'italiano, lo spagnolo e l'inglese che era già in grado di parlare perfettamente all'età di vent'anni. Egli continuò i propri studi in filosofia al Collegio di Navarra. Scoprendo nelle proprie letture Montesquieu, egli approfondì i propri studi sulla costituzione del Regno Unito. Per questo, egli lasciò la Francia e si gettò in un grande tour europeo che lo portò ad attraversare il Belgio e i Paesi Bassi, giungendo in Inghilterra nel 1762. Egli frequentò regolarmente il Parlamento inglese ed ebbe modo di apprezzare questo sistema politica che tenterà di far adattare in Francia. Al ritorno in Francia, continuò i propri studi presso il professor Lorry, che lo presentò al Primo Presidente del Parlamento di Parigi, René Nicolas de Maupeou, il quale lo prescelse come tutore di suo figlio. Nel corso di questo periodo, egli tradusse l'Iliade di Omero in francese.
Maupeou lo nominò nel 1768 Cancelliere del Parlamento, ottenendo grandi vantaggi personali da questa carica. Dal 1771 al 1774 all'epoca in cui era impegnato nel lanciare un programma di riforme supportare dal Re, Lebrun era convinto che la Francia potesse realmente giocare ancora un ruolo attivo negli stati europei, avvicinandosi nell'organizzazione alla monarchia inglese, ma la caduta in disgrazia di Maupeou iniziò con la morte di Luigi XV, e il fatto portò anche a bloccare le riforme di Lebrun, che a detta di alcuni storici avrebbero potuto evitare gli avvenimenti del 1789. Poco dopo si sposò con una ragazza di estrazione borghese, Anne Delagoutte, dalla quale ebbe un figlio Anne Charles Lebrun. Successivamente pubblicherà un proprio testo dal titolo Gerusalemme liberata che la leggenda vuole sia stata una delle letture preferite di Bonaparte quando si trovava al collegio di Brienne. Nel 1779 si ispirò ai principi di Rousseau per affrontare i problemi che poi assorbirà il governo Necker negli anni successivi, al quale si legherà strettamente.

### Durante la Rivoluzione
Nel 1789, poco prima dello scoppio della Rivoluzione francese egli pubblicò un altro testo, dal titolo La voce del cittadino, col quale si promise di fare il punto della situazione francese, preludendo agli eventi futuri. Il 25 marzo 1789, egli venne eletto quale rappresentante di Dourdan per il terzo stato all'Assemblea degli Stati Generali, occasione nella quale si schierò in difesa dei diritti di questa parte della società. Il 5 maggio venne nominato Deputato e fu uno dei membri della commissione costituente di governo, dove ebbe modo di approfondire la propria amicizia con i partiti moderati e venne proposto (ma senza successo) anche alla presidenza dell'assemblea.
A seguito della dissoluzione dell'Assemblea Costituente, il 16 maggio 1791, e per via dell'impossibilità per i propri deputati di rappresentare loro stessi attraverso il mandato di un deputato, egli ritornò nel proprio dipartimento di Seine-et-Oise, dove divenne presidente del "direttorio" locale. Il 1792 portò ad un periodo di svolta nella vita di Lebrun, motivata con l'assassinio del Sindaco De Stamps, e con l'irruzione della folla negli appartamenti reali il 20 giugno 1792.
Sentendo la pressione dell'imminente rivoluzione radicale (la presa delle Tuileries nella giornata del 10 agosto 1792 e i massacri di settembre), e le tensioni politiche dello stato, decise di dimettersi dal proprio incarico il 7 agosto di quello stesso anno, dal momento che il sacco delle Tuileries di giugno lo aveva impressionato decisamente, fortificando la propria fede filo-monarchica. Già alla fine di agosto, però, egli venne indicato dalla popolazione di Dourdan che continuava a stimarlo come proprio emerito concittadino, per formare la parte del collegio elettorale che elesse i deputati di Seine-et-Oise sotto il governo della "Convention".
Spinto dai patrioti, egli iniziò un nuovo periodo di carriera politica, pur venendo ostacolato due volte nel proprio operato nel periodo del "Terrore":
- il 15 fruttidoro dell'Anno I (1º settembre 1793), venne giudicato una persona sospetta per i propri rapporti con Versailles. Venne rilasciato grazie alle garanzie per lui concesse da Joseph-Augustin Crassous.
- il 26 pratile dell'Anno II (14 giugno 1794), quando inoltrò la richiesta per ottenere il certificato di "buon cittadino", e venne messo in carcere, ironia della sorte, per ordine di Crassous. Lebrun temeva per la propria vita ma venne salvato dalla nipote Henriette Lebrun che riuscì a perorare la sua causa in tribunale in modo vincente. Venne liberato solo il 20 vendemmiaio dell'Anno II (11 ottobre 1794), dopo alcuni mesi dalla caduta di Robespierre (27 luglio) e la revoca delle leggi terroristiche da parte della Convenzione termidoriana (5 agosto).

Dopo il colpo di Stato del 9 termidoro (27 luglio 1794) e l'installazione del Direttorio (fine del 1795), venne eletto nel Consiglio degli Anziani. Realista moderato, egli era reputato un vero e proprio specialista di questioni finanziarie. Egli si preoccupò in particolare di riconciliare la nazione, combattere i neo-giacobini e di concedere amnistie per gli émigré, anche se si oppose alle proscrizioni anti-realiste eseguite dai Termidoriani in quello stesso anno, seguite all'insurrezione del 13 vendemmiaio anno IV, e a quelle del 1797 contro il Club di Clichy e i "Direttori realisti" (colpo di Stato del 18 fruttidoro anno V), promosse dai principali Capi del Direttorio, Sieyès e Barras.

### Il colpo di Stato del 18 brumaio e le sue conseguenze
Dopo il colpo di Stato del 18 brumaio (novembre 1799) da parte di Napoleone Bonaparte, sotto il governo del Consolato egli divenne il secondo Terzo Console nel 1800, incaricato nello specifico di questioni finanziarie. Con Bonaparte e Jean-Jacques Régis de Cambacérès, egli fu uno dei fondatori della compagnia di incoraggiamento dell'industria nazionale. Lebrun era il più defilato politicamente, e sui tre consoli circolava la battuta «Hic, Haec et Hoc», in latino: «costui (Napoleone, Primo Console), costei (Cambacérès, alludendo all'omosessualità del Secondo Console) e questa cosa (Lebrun)».
Successivamente, quando Bonaparte instaurò l'Impero, divenne Principe-Arcitesoriere dell'Impero Francese nel 1804, e Governatore generale della Liguria nel 1805. Napoleone I lo nominò anche Duca di Piacenza. Nel 1807, prese parte alla creazione della Corte degli Uditori. Nel 1810, venne incaricato di organizzare i festeggiamenti in Francia per l'acquisizione del Regno d'Olanda. Al tempo della caduta di Napoleone egli proseguì la propria carriera politica sotto Luigi XVIII. Durante i Cento giorni, accettò la carica di Rettore dell'Università parigina, beneficio del quale venne privato al ritorno della monarchia. A questo punto della sua vita, decise di ritirarsi nella propria tenuta di Sainte-Mesme dove morì all'età di 85 anni. Venne sepolto nel cimitero parigino di Pére-Lachaise.